# Nail Umyarov
Nail Renadovich Umyarov (tiếng Nga: Наиль Ренадович Умяров; sinh ngày 27 tháng 6 năm 2000) là một cầu thủ bóng đá người Nga thi đấu cho FC Chertanovo Moskva.

## Sự nghiệp câu lạc bộ
Anh có màn ra mắt tại Giải bóng đá chuyên nghiệp quốc gia Nga cho FC Chertanovo Moskva vào ngày 3 tháng 8 năm 2017 trong trận đấu với F.K. Dynamo-2 Sankt Peterburg.